# Regio X Venetia et Histria

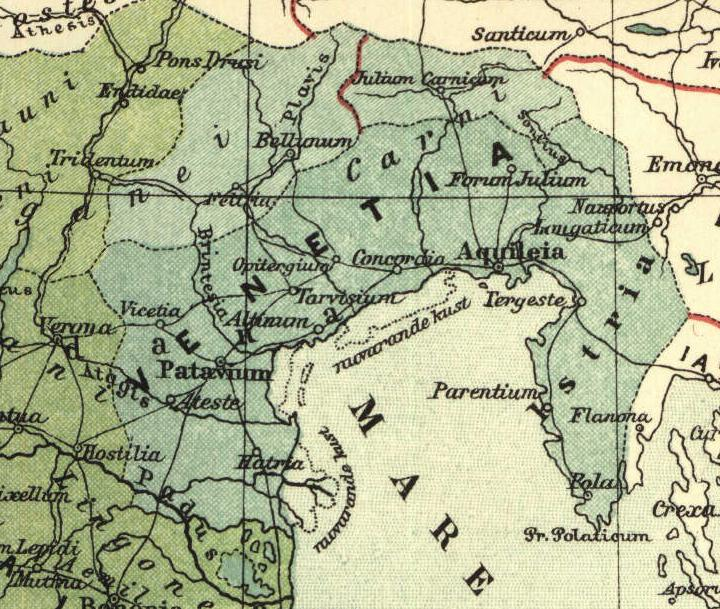
Carte ancienne du territoire décrit dans ce paragraphe

Carte récente de la région administrative (7-292)

La regio X était une des regions administratives avec lesquelles Auguste divisa l'Italie autour de l’an 7, communément dénommée aujourd’hui regio X Venetia et Histria.

## Dénomination
Les dénominations des régions augustéennes (œuvre d’Auguste) n’étaient que numériques, et seules les sources académiques actuelles attribuent au nom romain officiel un adjectif qui désigne le territoire. À la région fut ajouté l’adjectif venetia, pour les Vénètes, la population qui vivait dans la zone avant les Romains, alors que Histria dérive de la tribu Illyrienne des histri.

## Territoire
Le territoire s’étendait de l'Adda au Tagliamento, au-delà de plusieurs parties de Carso, l'Istrie.
La Venetia était la partie habitée par le peuple des Vénètes duquel elle prend le nom, un peuple déjà marqué par les Grecs et les Étrusques avec lesquels ils commerçaient, pendant que le Frioul était habité principalement par les Celtes, entre lesquels se distinguent les Carni.
La colonisation romaine commença au IIe siècle av. J.-C., (période dans laquelle Aquilée fut fondée (181 av. J.-C.)) comme colonie de droit latin et comme position défensive.

## Cités de la Regio X

### Aquilée

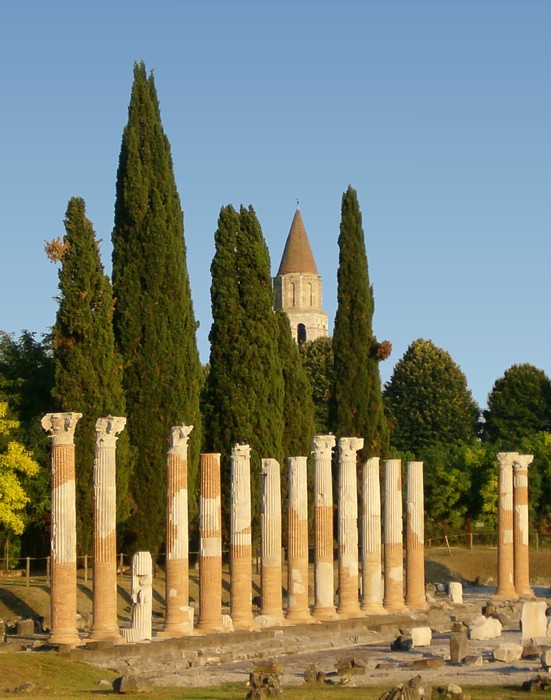
Ruines romaines à Aquilée.

Aquilée (Aquilea) était située dans l'actuel Frioul, la quatrième cité de la péninsule en nombre d’habitants, qui est estimé autour des 200 000 unités.
Important port fluvial sur le fleuve Natissa, Aquilée était le nœud du trafic adriatique vers l'Europe septentrionale (via Iulia Augusta) et vers l'Illyrie. Aquilée devait son importance principalement à sa position stratégique commerciale et militaire, sur la mer Adriatique et proche des Alpes orientales, permettant à Rome de contrôler plus efficacement l'Europe orientale.
Dans ses campagnes militaires, Jules César était habitué à amener ses légions séjourner à Aquilée durant l'hiver. Le Grec Strabon, géographe de cette époque, dans une séquence de son œuvre note que le port d’Aquilée (la colonie romaine "édifiée comme rempart contre les barbares"), centre commercial pour les peuplades illyriennes habitant le long de l’Ister (Danube). En remontant, on rencontre le Natisone (aujourd’hui tributaire de l’Isonzo, mais qui alors débouchait directement dans la mer à travers la lagune).

### Opitergium

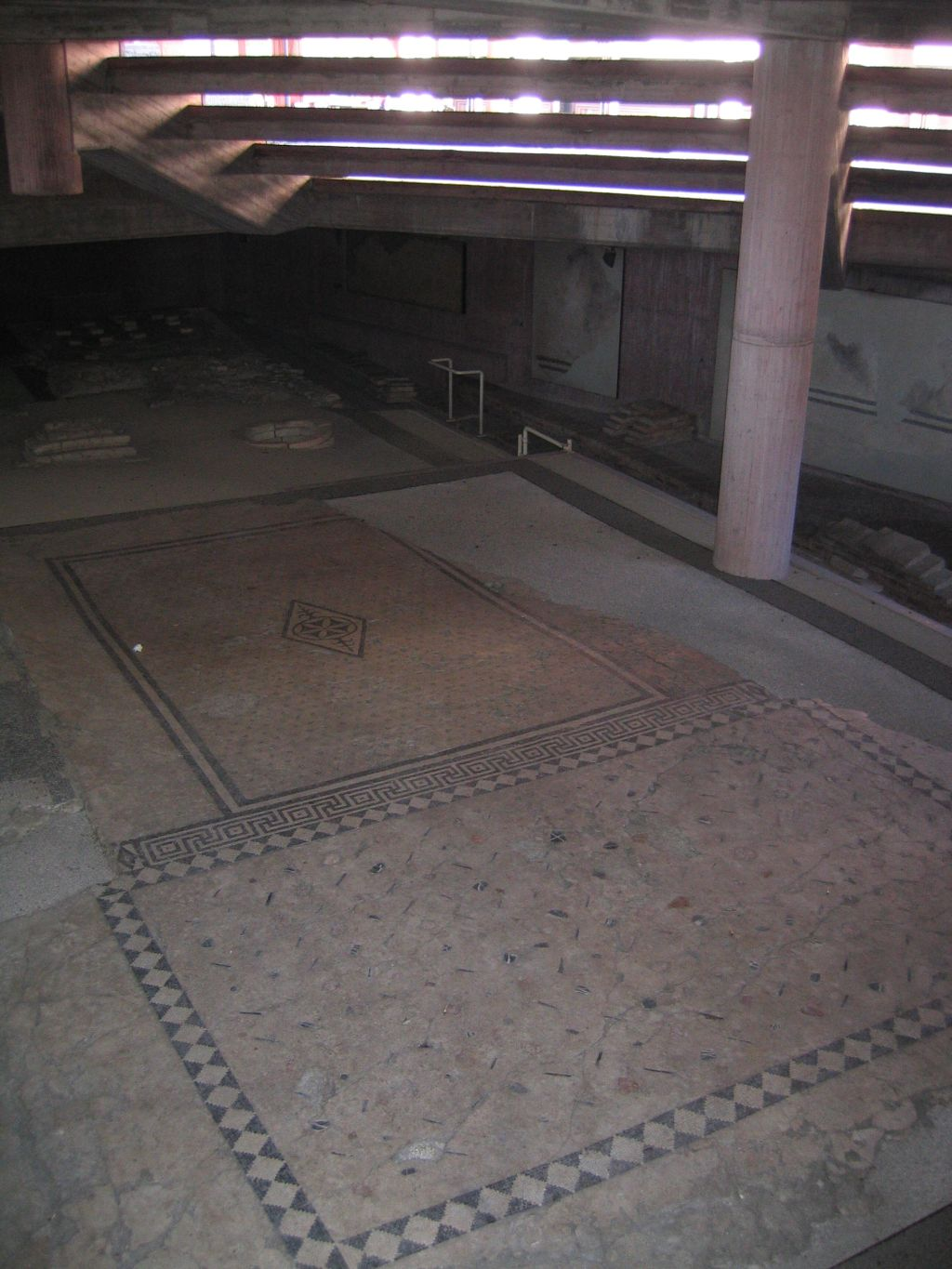
Oderzo, fouilles archéologiques

L'actuelle Oderzo, de fondation paléovénète, passa graduellement sous le contrôle romain devenant municipium (municipe au terme de la Guerre civile romaine (49 av. J.-C.) par décision de Jules César. Il s’agissait d’un centre de grande importance stratégique, à égale distance du Piave et de la Livenza, ainsi qu’en direction nord-sud, du Cansiglio (dit monti Opitergini) et de la lagune de Venise (à l’époque laguna opitergina). Son territoire s’étendait, avant le développement de Concordia Sagittaria, jusqu’au fleuve Tagliamento. À partir du IIe siècle, la cité fut plusieurs fois saccagée par les barbares, jusqu’à sa destruction définitive par Grimoald Ier de Bénévent autour de 667.

### Patavium
Durant la domination romaine Patavium, fut une des plus riches cités de l'Empire romain et qui, grâce à l'élevage de chevaux, était l’unique cité en Italie à avoir un cirque comme Rome. À l’époque d’Auguste, Padoue devient partie de la X Regio qui avait comme capitale Aquilée, à laquelle elle était reliée grâce à la via Annia qui partait d'Adria. En 452-453, la cité fut dévastée par l’invasion des Huns de Attila.

### Forum Julii
Le lien entre Jules César et cette terre est témoigné par le fait que le nom Frioul dérive justement de Forum Iulii, c'est-à-dire le forum de Jules César, l'actuelle Cividale del Friuli. Au Ve siècle, après la destruction d’Aquilée par les Huns, Cividale accrut le nombre de ses citadins et son importance stratégique.

### Crémone
Fortifiée par les Romains en 218 av. J.-C. comme castrum, avec la cité de Placentia (Plaisance), sur les rive du Pô. Crémone fut un important centre de l'aire padane durant toute la période républicaine. En 69, elle fut assiégée et détruite par les troupes de Vespasien opposées à celle de Vitellius puis reconstruite avec l’aide de ce même empereur. Pendant une longue période, la cité disparaît de la chronique de l’histoire, cité seulement dans peu de documents, ou nommée pour l’arrivée de quelques personnages historiques.

### Vérone
Les rapports entre Rome et Vérone débutent autour du IIIe siècle av. J.-C. Vérone devient colonie par décision de la lex Pompeiana en 89 av. J.-C.. En 42 av. J.-C., Vérone cessa d'être une colonie et fut élevée au rang de "Municipium". Ce fut le début de plusieurs siècles de grande splendeur, pendant lesquels Vérone, cité romaine, fut reconstruite  dans l'anse de l'Adige : son important gué fut remplacé par deux ponts, le Ponte Pietra et le  Postumio, qui avait aussi d’autres fonctions : il servait de digue au Théâtre Romain pour préparer des batailles navales et d’aqueduc pour porter l’eau courante dans de nombreuses maisons de la cité. le Forum était peu distant de l'actuelle Piazza delle Erbe (Vérone). Hors de la cité, il y avait l’amphithéâtre-arène et le Théâtre Romain. En étant une importante municipalité romaine au carrefour vers les frontières, Vérone fut souvent théâtre des luttes civiles romaines. L'empereur Gallien en 265 élargit les murs de la cité jusqu’à englober l'Arène.

### Pula (Istrie)

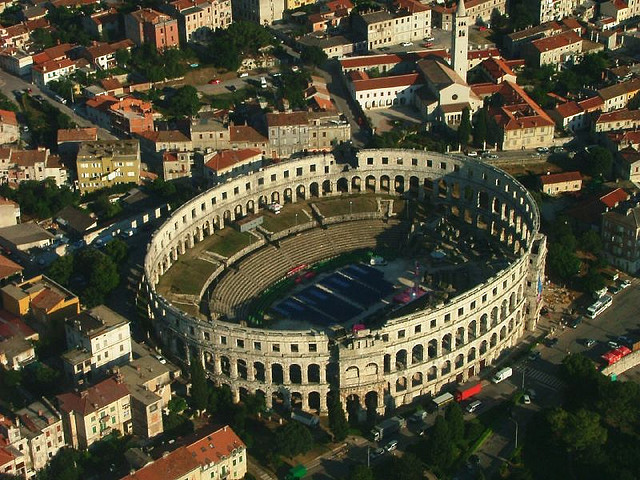
Arènes de Pula

- Pula/Pola

## Archéologie
L’identification historique et ethnique du territoire peut être établie par la présence, sur les sites archéologiques, d'installations vénètes, marquées par le caractère des matériels spécifiques et des urnes funéraires, souvent appelées vénètes sans qu’il n’y ait aucune distinction, sinon de langage.